# شلغم (قصه پریان)
شلغم (به آلمانی: Die Rübe) یک افسانه فولکلور آلمان است که توسط برادران گریم گردآوری شده و به عنوان داستان شمارهٔ ۱۴۶ در مجموعهٔ افسانه های گریم منتشر شده‌است. این داستان بر پایهٔ دسته‌بندی آرنه-تامپسون در دو گونهٔ 1960D (سبزی غول‌پیکر) و 1689A (دو هدیه برای پادشاه) قرار دارد.

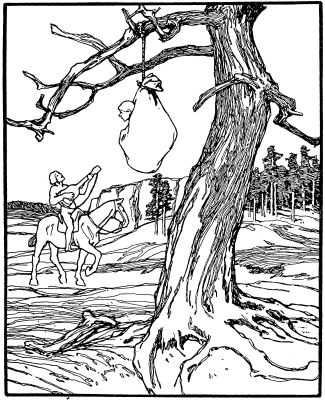
تصویرنگاری ۱۹۰۹

## خلاصه داستان
در روزگاری دو برادر زندگی می‌کردند: یکی ثروتمند و دیگری فقیر. هر دو در جوانی سرباز بودند، اما پس از پایان خدمت، برادر فقیر برای گذران زندگی ناچار شد به کشاورزی روی بیاورد. روزی یکی از شلغم‌هایی که کاشته بود به شکلی شگفت‌انگیز غول‌پیکر رشد کرد. او آن را به‌عنوان هدیه‌ای بی‌نظیر برای پادشاه برد. پادشاه از این هدیهٔ ساده اما صادقانه خوشش آمد و در عوض، به برادر فقیر ثروت، طلا و اسب‌هایی ارزشمند بخشید.
برادر ثروتمند که از این ماجرا باخبر شد، برای جلب لطف پادشاه، هدایایی پرزرق‌وبرق و گران‌قیمت همچون طلا و اسب‌های نژاددار برای او برد، به امید اینکه پاداشی حتی بزرگ‌تر بگیرد. اما پادشاه، که می‌خواست نشان دهد صداقت برایش باارزش‌تر از ظواهر است، تنها هدیه‌ای که به او داد همان شلغم غول‌پیکر بود!
برادر ثروتمند از این اتفاق خشمگین شد و تصمیم گرفت از برادر فقیرش انتقام بگیرد. او چند نفر را اجیر کرد تا برادرش را به قتل برسانند. وقتی برادر فقیر را در بیابان گیر انداختند، او را داخل کیسه‌ای کردند تا از درختی بیاویزند، اما پیش از انجام کار، صدای نزدیک شدن کسی را شنیدند و پا به فرار گذاشتند.
شخصی که نزدیک می‌شد، یک دانشجو بود که آواز می‌خواند. برادر فقیر از داخل کیسه صدایش زد و به او گفت که در "کیسهٔ دانش" است و چیزهای شگفت‌انگیزی می‌آموزد. دانشجو که کنجکاو شده بود، از او خواست که جایشان را عوض کنند. برادر فقیر پذیرفت و پس از پایین آمدن، دانشجو را به جای خود در کیسه بالا کشید و رفت. پس از مدتی، فردی را فرستاد تا دانشجو را از درخت پایین بیاورد.

## منشا
برادران گریم در یادداشت‌های خود اشاره کرده‌اند که داستان از افسانه‌ای لاتین به نام Raparius از قرن چهاردهم اقتباس شده‌است. این داستان در قالب ۳۹۲ سطر به زبان لاتین و در وزن شعر «اِله‌ژی» نوشته شده‌ بود. این افسانه ریشه در فرهنگ گفتاری آلمانی، احتمالاً ناحیهٔ آلزاس، دارد.

## تحلیل و تفسیر
این داستان تقابل میان صداقت و حرص، ساده‌زیستی و تجمل‌گرایی را به نمایش می‌گذارد. شلغم غول‌پیکر به‌عنوان نماد نعمت از زمین، به برادر صادق پاداشی بزرگ می‌دهد، درحالی‌که زرق‌وبرق بی‌روح برادر ثروتمند پاداشی تحقیرآمیز در پی دارد.
بخش پایانی داستان، که در آن دانشجو فریب می‌خورد و به‌جای قربانی در کیسه می‌افتد، در گونهٔ دیگری از افسانه‌های جهانی نیز دیده می‌شود (ATU 1737). مضمون مشترک این داستان‌ها، زرنگی و هوش شخصیت فقیر یا فرودست است که در برابر فریب و خشونت ایستادگی می‌کند.

## نسخه‌های مشابه
- در روسیه، داستان مشابهی در قالب افسانه‌ای طنزآمیز نقل شده که در آن شخصیت اصلی با استفاده از فریب و زیرکی از مرگ می‌گریزد.
- در مجموعهٔ داستان‌های هند نیز داستان‌هایی از سبزیجات یا میوه‌های خارق‌العاده یافت می‌شود که به روایات اخلاقی شباهت دارند.
- داستان معروف روسی «شلغم غول‌پیکر» (The Gigantic Turnip) نیز از نظر تصویری مشابه است، اما در ساختار و پیام با داستان گریم تفاوت دارد.

## در فرهنگ عامه
- تصویرسازی‌های اُتو اوبلوهده از این داستان در سال ۱۹۰۹ از آثار شناخته‌شدهٔ تصویری آن است.
- داستان «شلغم» بارها در کتاب‌های کودکانه و برنامه‌های آموزشی به شکل بازنویسی‌شده منتشر شده‌است.

## مطالعه بیشتر
- زیولکوفسکی، یان. «شلغم در افسانه‌های گریم: مطالعه تطبیقی»، نشریهٔ زبان لاتین قرون وسطی، ۲۰۰۳.
- زیولکوفسکی، یان. افسانه‌هایی پیش از افسانه: گذشتهٔ لاتین قرون وسطاییِ دروغ‌های شگفت‌انگیز. انتشارات دانشگاه میشیگان، ۲۰۰۷.